# La Chapelle-Saint-Martin
La Chapelle-Saint-Martin este o comună în departamentul Savoie din sud-estul Franței. În 2009 avea o populație de 147 de locuitori.

## Evoluția populației
| An        | 1975 | 1982 | 1990 | 1999 | 2006 | 2009 |
| --------- | ---- | ---- | ---- | ---- | ---- | ---- |
| Populație | 69   | 83   | 90   | 84   | 124  | 147  |